# L'Enlèvement des Sabines (Poussin)
Pour les articles homonymes, voir Enlèvement des Sabines (homonymie).
L'Enlèvement des Sabines est le sujet de deux tableaux de Nicolas Poussin. Il est tiré de l'œuvre de Plutarque Vie de Romulus, et illustre le moment où les Romains s'emparèrent des Sabines, afin de les prendre pour épouses. Le premier, peint en 1634-1635 est conservé au Metropolitan Museum of Art de New York et a été peint à Rome. La deuxième version, peinte en 1637-1638 et exposée au musée du Louvre, montre qu’il n’a pas épuisé le sujet, même si certains personnages principaux sont identiques.

## Le sujet commun
Le tableau décrit Romulus, à gauche, donnant le signal de l’enlèvement des Sabines. Sa pose dérive directement de la statuaire impériale antique que Nicolas Poussin a l'occasion d'observer à Rome. La composition très dramatique de ces toiles reflète toute la tension de l'épisode. Les personnages sont nombreux : des soldats romains s'emparent des femmes qui s'efforcent de fuir et pleurent. Seule au milieu du chaos, une vieille Sabine implore Romulus le visage déconfit par l'horreur de la scène, personnage au manteau rouge qui supervise la scène à gauche du tableau.

### Le thème de l'enlèvement
Le thème de l'enlèvement connaît un vif succès aux XVIe et XVIIe siècles. Il permet de fusionner un corps féminin et un corps masculin, comme dans la sculpture, mais aussi de présenter des expressions diverses et, en peinture surtout, les effets de foule et de panique. Parmi les épisodes relatant des enlèvements, les plus fréquents, sans compter celui des Sabines, sont ceux d'Hélène par Pâris, d'Europe par Zeus, de Déjanire par le centaure Nessos, de Mikonos par les Gaulois et de Proserpine par Pluton, dont le Bernin avait donné une illustration en sculpture. Poussin s'en est probablement inspiré dans le groupe du premier plan à gauche, commun aux deux tableaux.

## Version du Metropolitan
L'architecture est présentée comme un décor de théâtre. Elle est évidemment anachronique par son classicisme. Poussin utilise un mode d'expression « furieux » qui, selon lui, décrit parfaitement les incroyables scènes de guerre. Son souci est d'être intelligible pour celui qui ne connaîtrait pas le sujet. Pour cela, il donne à ses personnages des attitudes très expressives. Les couleurs violentes rouges, jaunes, bleues participent à la création de cette atmosphère de terreur et de bouleversement. Pour imaginer l'œuvre finale, Poussin fabrique de petits personnages à la cire qu'il habille et qu'il place devant un paysage (principe nommé mise en boite ou "boite optique"). Il est un peintre classique savant qui construit minutieusement ses compositions.

## Version du Louvre

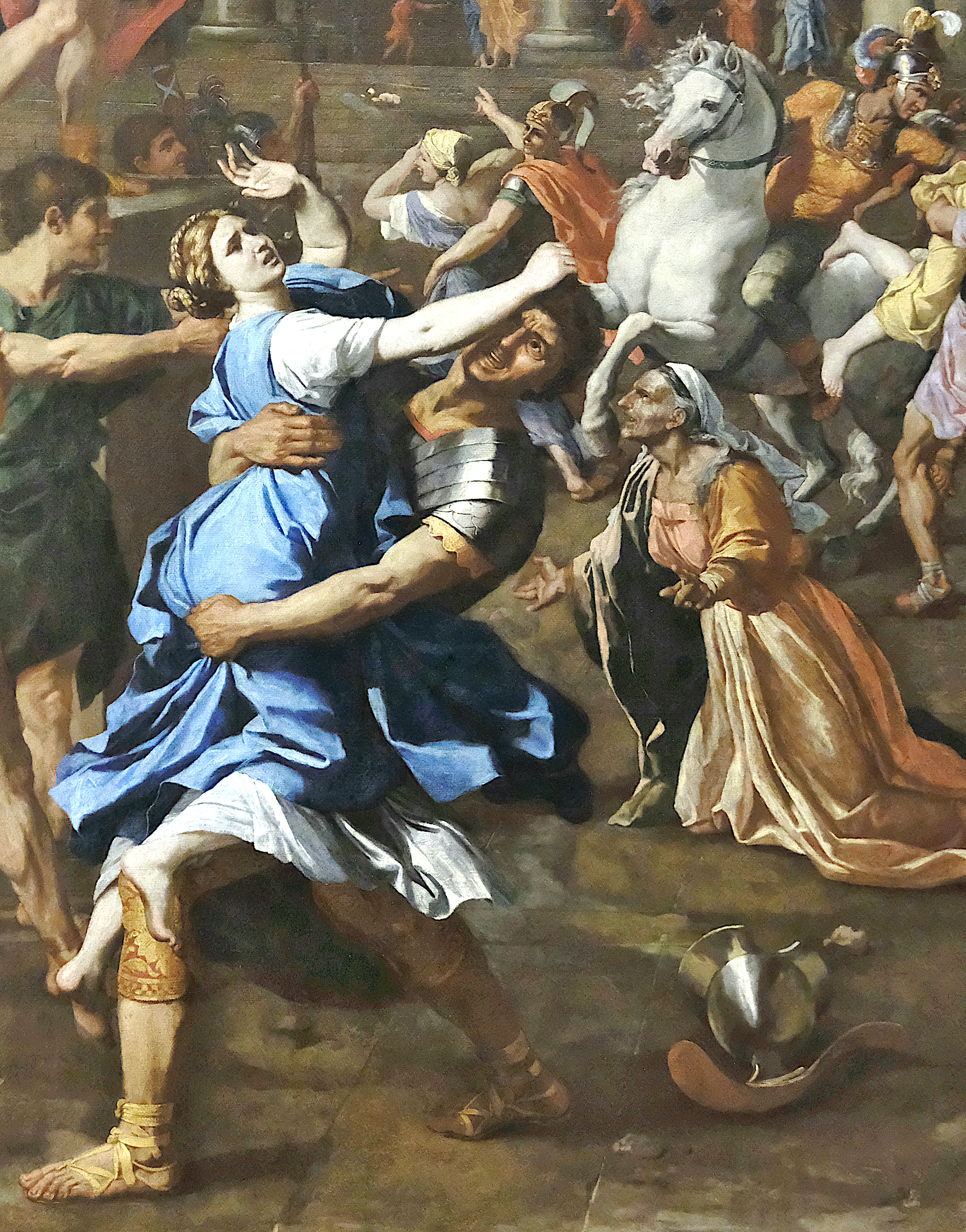
Détail du premier plan.

Ce tableau a été peint pour le cardinal Luigi Omodei. Après un passage dans la collection de Louis XIV, il arrive au Louvre en 1685. Un siècle plus tard, en 1793, il fait partie des premiers tableaux exposés au Muséum Central des Arts, futur musée du Louvre. 
Outre que certains personnages diffèrent de la version peinte trois ans plus tôt, la composition architecturale est plus complexe. La construction du tableau repose sur deux diagonales qui se croisent dans l'arc de triomphe au centre, qui est donc le point de fuite. Les courbes et les effets circulaires donnent dans la foule l'impression du mouvement.
L'espace central, avec un temple, une basilique et des palais groupés autour d'une vaste place, illustre le forum vitruvien.

## Les appropriations de Braun-Vega
Le peintre péruvien Herman Braun-Vega résidant à Paris fait en 1974 une étude technique et iconographique de L’enlèvement des Sabines du musée du Louvre pour produire sa série de vingt tableaux sur L’enlèvement des sabines de Poussin qu'il transpose dans la réalité contemporaine française et internationale. Il s’intéresse particulièrement aux rapports entre civils et militaires, à l’agression, et à la violence politique et sociale, thèmes universels du tableau de Poussin qu’il actualise dans le contexte des années 1970.
Dans cette série, Braun-Vega adopte une facture « à la Poussin » — une construction plastique froide et rigoureuse — qu’il oppose à une chaleur chromatique et à l’insertion de motifs contemporains, tels que des objets de consommation courante ou des coupures de presse, pour souligner la violence de son époque, notamment le coup d’État au Chili ou l’attentat du drugstore de Saint-Germain à Paris. Il détourne les éléments du tableau de Poussin, les met en abyme avec des éléments triviaux ou contemporains, des natures mortes inversées en trompe-l’œil (par exemple, Tiens, voilà du boudin, L’enlèvement à la baguette), pour offrir un regard ironique et critique sur la société moderne et la culture de la consommation. Sa démarche ne relève pas de la parodie mais d’un transfert de valeurs, cherchant avant tout à démontrer la continuité de l’art.
L'appropriation de L'enlèvement des Sabines dans l'œuvre de Braun-Vega ne s'arrête pas à cette série. En dehors des 3 sérigraphies produites à la même époque (L'enlèvement à la miche de pain, L'enlèvement au Bain-Vapeur et Poids culturel), on retrouve des références à cette œuvre de Poussin en 1981 dans Bonjour Monsieur Poussin, puis en 2007 dans Mémoires (Poussin) et enfin en 2012 dans Casse-croûte de campagne (Poussin) et La chair du sectarisme (Ingres, Poussin) avec pour constante le questionnement des réalités sociales et politiques contemporaines.